# Game Retail
Game Retail Limited (GAME) er en britisk detailhandelsvirksomhed med 250 butikker indenfor videospil og forbrugerelektronik. Siden 2019 har den været ejet af Frasers Group.
Virksomheden blev etableret i 1992 som Rhino Group.